# Дэн Чжичэн
Дэн Чжичэн (19 ноября 1887, Нанкин — 6 января 1960, Пекин) — китайский историк, известный коллекционер китайского антиквариата.

## Биография
Дэн Чжичэн родился 19 ноября 1887 года. Начальное образование получал в частной школе. Отец семейства переехал в Юньнань, прихватив с собой всю семью. В 1903 году поступил в Юньнаноское двухступенчатое педагогическое училище. После окончания обучения в 1907 году работал сотрудником газеты. В 1910 году стал преподавать историю и географию в Первой среднеобразовательной школе города Кунминь.
После Учанского восстания работал в газете на полставки, активно поддерживал революцию. В 1917 году был приглашен на должность профессора в Пекинский университет. После прибытия в Пекин был приглашен на должность редактора при подготовке материалов посвящённых истории Китайской республики. В последующем работал в редакции газеты «Новое утро» (《新晨报》). С 1927 года занимал должность профессора истории в Пекинском университете, одновременно с этим преподавал в Пекинском педагогическом, в Женской академии наук и искусств при Пекинском университете (北平大学女子文理学院), Яньцзинском университете. С 1931 года преподаёт в Яньцзинском университете, специализируясь на истории династии Цинь и Хань, эпохи Вэй, Цзинь, Северных и Южных Династий, Мин и Цин.
Умер 6 января 1960 года в Пекине.